# Eugenik (Band)
Eugenik ist eine Pagan-Metal-/Rechtsrock-Band aus dem ostthüringischen Gera. Obwohl sie bislang nur wenige Veröffentlichungen aufweisen kann, hat sie durch zahlreiche Auftritte eine große Bedeutung für die Rechtsrock-Szene.

## Bandgeschichte
Die Band wurde nach eigenen Angaben im Herbst 1996 gegründet. Zunächst schrieben sie sich noch mit dem für die Skinheadszene typischen Slangausdruck Oi! als Oigenik. Der Name Eugenik verweist auf die Bejahung der nationalsozialistischen Rassenpolitik. Später änderte sie die Schreibweise im Zusammenhang mit der Hinwendung zu rechtsextremen als auch neuheidnischen Positionen, zudem wurde „[d]er einst stumpfe Glatzenrock [...] mit einigen Anleihen aus dem Metal aufpoliert“. Der Kopf und Sänger der Band ist der Geraer Neonazi Jens Fröhlich. Dieser war in der „White-Youth-Bewegung“, der deutschen Jugendorganisation von Blood and Honour, führend tätig. Beide Vereinigungen wurden 2000 durch das Bundesministerium des Innern verboten, da sie sich gegen die verfassungsmäßige Ordnung richteten. Auch andere Bandmitglieder, John (Gitarre), Niebs (Bass) und Robert (Schlagzeug) bezeichneten sich in Interviews wie der Zeitschrift Voice of the White Youth als Mitglieder der Bewegung. 2001 wurden die Wohnungen der Bandmitglieder im Rahmen eines Ermittlungsverfahren wegen Verbreitens von Propagandamitteln und Verwendung von Kennzeichen verfassungswidriger Organisationen sowie Verleumdung durchsucht. Die Band hatte missbräuchlich das Logo einer örtlichen Brauerei verwendet und dies mit den Zahlen 14 und 88 ergänzt.
Die Band absolvierte mit anderen Rechtsrock-Bands wie Odessa (Leipzig), Blutstahl (Jena), Protest (Gera), Kreuzfeuer, Stahlgewitter und Radikahl eine Reihe von Auftritten insbesondere in Ostthüringen und Westsachsen. So ist sie mittlerweile regelmäßig Gast bei den NPD-Open-Airs Rock gegen Krieg beziehungsweise Rock für Deutschland in Gera. Sie findet ihre Fans aber auch unter Anhängern des Black Metal und spielte häufig mit NSBM-Bands auf gemeinsamen Konzerten, so zum Beispiel mit Peststurm; Fröhlich wirkt nun auch beim Peststurm-Nachfolger Totenburg mit und hat regelmäßige Gastauftritte bei Absurd.

## Veröffentlichungen
Nachdem lange Zeit lediglich eine Demo-CD der Band erschienen war, veröffentlichte die Band 2005 ihr Debüt-Album Tag des Raben. Die CD, die mehrere Titel mit heidnischen und völkischen Inhalten trägt, wurde dem verstorbenen Kreuzfeuer-Sänger Jens Rahl gewidmet.
Außerdem ist die Band auf einigen Samplern vertreten, wie dem 2003 veröffentlichten Tonträger Trotz Verbot nicht tot für die verbotene „Division Deutschland“ des Neonazi-Musiknetzwerkes Blood and Honour. Daraufhin fand unter anderem bei Jens Fröhlich am 25. November 2003 eine Hausdurchsuchung im Rahmen des Ermittlungsverfahrens wegen der vermuteten „Unterstützung des organisatorischen Zusammenhalts einer verbotenen Vereinigung“ statt.

## Diskografie
- 1999: Tore der Zeit (Demo-CD)
- 2005: Tag des Raben (CD/LP)
- 2008: Schlachtenhall (MCD/LP)